# ايميت جيه سكانلان
إيميت جون " إيمو " سكانلان (من مواليد 31 يناير 1979) ممثل أيرلندي. من أشهر أعماله شخصية بريندان برادي في فيلم هوليوكس . ظهر في مسلسل الدراما السقوط الذي عرض على قناة بي بي سي 2 في عامي 2013 و2014، وفي المسلسل الشهير بيكي بلايندرز في الموسم الخامس والسادس، و فيلم Breakdown مع الممثلين كريج فيربراس، وجيمس كوزمو، وبروس باين، وأوليفيا جرانت، وتامر حسن. في عام 2022 أدى قام سكانلان دور ماركوس ماكلويد في المسلسل الكوميدي اتصل بوكيل أعمالي! وهي نسخة بريطانية عن مسلسل فرنسي يحمل نفس الاسم. كما مثل سكانلان في مسلسل In The Flesh وفيلم حراس المجرة.

## الحياة الشخصية
تزوج سكانلان من صديقته كلير كوبر في 31 ديسمبر 2015 في مدينة نيويورك. وفي 18 يوليو 2020، أنجبت ولدًا اسمه أوشن. في أكتوبر 2020، كشفت كوبر أنها تعرضت لإجهاض جنينها وطفل سكانلان في العام السابق. في 12 نوفمبر 2022، أنجبت كلير ابنتهما. سكانلان لديه ابنة (كايلا) ولدت في سبتمبر 2002 من علاقة سابقة.
سكانلان نباتي ويدعم منظمة بيتا.

## سيرته الفنية
| سنة  | عنوان               | دور                                           | ملحوظات              |
| ---- | ------------------- | --------------------------------------------- | -------------------- |
| 2006 | الثلاثي بيل         | جاك                                           | قصير                 |
| 2006 | ترصيع               | جيك                                           |                      |
| 2006 | ميبوليكس            | رجل ناسخة                                     | قصير                 |
| 2007 | تحطمت               | مات كونولي                                    |                      |
| 2008 | كريستيان بليك       | فلويد                                         |                      |
| 2008 | انطون               | ضابط السجن مكماهون                            |                      |
| 2008 | غريب                | شخص غريب                                      |                      |
| 2008 | اللون من الظلام     | لويجي                                         |                      |
| 2008 | الرهان              | أنتوني                                        |                      |
| 2008 | مررها               | جيمس كولينز                                   | قصير                 |
| 2009 | متوحش               | غرفة تغيير الملابس في صالة الألعاب الرياضية 1 |                      |
| 2009 | صعود الطوب          | سانت                                          |                      |
| 2009 | 3 صلبان             | جوني لينسكي                                   |                      |
| 2010 | انقضاء              | رجل                                           | مرحلة ما بعد الإنتاج |
| 2010 | دم                  | رجل                                           |                      |
| 2010 | زوجان غير مثاليين   | له                                            | قصير                 |
| 2010 | الفك الزجاج         | كريستيان كونولي                               | قصير                 |
| 2011 | تشارلي كازانوفا     | تشارلي بارنوم                                 |                      |
| 2011 | أساطير فالهالا: ثور | سندري                                         | صوت                  |
| 2011 | الحب التناظري       | رجل                                           | قصير                 |
| 2012 | قهوة سوداء          | له                                            | قصير                 |
| 2012 | الداخل              | هيوجي                                         |                      |
| 2012 | قمة كبيرة           | الدور القيادي                                 | قصير                 |
| 2013 | المظهر الشخصي       | الدور القيادي                                 | فيلم قصير            |
| 2014 | يوم باتريك          | خدمات الاستقبال والإرشاد                      | مرحلة ما بعد الإنتاج |
| 2014 | حراس المجرة         | رئيس قوات مكافحة الشغب                        |                      |
| 2016 | انفصال              | كونور موران                                   |                      |
| 2018 | في الغيوم           | ألفي                                          |                      |
| 2020 | اين الشباب          | رجل بلا مأوى                                  |                      |
| 2021 | لاب وينغ            | ديفيد                                         |                      |
| 2024 | أرغيل               | الرجل الوسيم                                  |                      |
| 2025 | في المنطقة الرمادية |                                               | فيلم قادم            |

## الجوائز و الترشيحات
| السنة | النتيجة             | الجائزة                                        | الفئة                                              | الفيلم          | الشخصية                     |
| ----- | ------------------- | ---------------------------------------------- | -------------------------------------------------- | --------------- | --------------------------- |
| 2011  | فوز                 | جوائز فينغلاس للمسلسلات التلفزيونية الطويلة    | Villain of the Year                                | هوليوكس         | بريندان برادي               |
| 2011  | فوز                 | جوائز المسلسلات التلفزيونية الطويلة البريطانية | Best Newcomer                                      | هوليوكس         | بريندان برادي               |
| 2011  | في القائمة المختصرة | جوائز المسلسلات التلفزيونية الطويلة البريطانية | أفضل ممثل                                          | هوليوكس         | بريندان برادي               |
| 2011  | رُشِّح                 | جوائز المسلسلات التلفزيونية الطويلة البريطانية | Best Onscreen Partnership (with Kieron Richardson) | هوليوكس         | بريندان برادي (مع سانت هاي) |
| 2011  | في القائمة المختصرة | جوائز مجلة TV Choice                           | أفضل ممثل في المسلسلات التلفزيونية الطويلة         | هوليوكس         | بريندان برادي               |
| 2011  | في القائمة المختصرة | جوائز مجلة TV Choice                           | Best Soap Newcomer                                 | هوليوكس         | بريندان برادي               |
| 2011  | فوز                 | مهرجان ملبورن السينمائي                        | أفضل ممثل                                          | تشارلي كازانوفا | تشارلي بارنوم               |
| 2012  | في القائمة المختصرة | جوائز مجلة TV Choice                           | أفضل ممثل في المسلسلات التلفزيونية الطويلة         | هوليوكس         | بريندان برادي               |
| 2012  |                     | جوائز المسلسلات التلفزيونية الطويلة البريطانية | أفضل ممثل                                          | هوليوكس         | بريندان برادي               |
| 2012  | فوز                 | Inside Soap Awards ‏                            | أفضل ممثل                                          | هوليوكس         | بريندان برادي               |
| 2012  | فوز                 | جوائز المسلسلات التلفزيونية الطويلة            | Best Bad Boy                                       | هوليوكس         | بريندان برادي               |
| 2012  | رُشِّح*                | جوائز التلفزيون الوطني                         | الأداء الدرامي المسلسل المتميز                     | هوليوكس         | بريندان برادي               |
| 2012  | رُشِّح                 | جوائز السينما والتلفزيون الأيرلندية            | Rising Star Award                                  |                 |                             |
| 2013  | فوز                 | جوائز المسلسلات التلفزيونية الطويلة البريطانية | Best Onscreen Partnership (with Kieron Richardson) | هوليوكس         | بريندان برادي (مع سانت هاي) |
| 2013  | في القائمة المختصرة | جوائز المسلسلات التلفزيونية الطويلة البريطانية | أفضل ممثل                                          | هوليوكس         | بريندان برادي               |
| 2013  | في القائمة المختصرة | جوائز المسلسلات التلفزيونية الطويلة البريطانية | Villain of the Year                                | هوليوكس         | بريندان برادي               |
| 2013  | رُشِّح                 | جوائز المسلسلات التلفزيونية الطويلة البريطانية | Best Exit                                          | هوليوكس         | بريندان برادي               |
| 2013  | رُشِّح                 | جوائز التلفزيون الوطني                         | الأداء الدرامي المسلسل الأكثر شعبية                | هوليوكس         | بريندان برادي               |
| 2013  | فوز                 | جوائز الأعمال التلفزيونية الطويلة              | الرومانسية المحرمة (مع كيرون ريتشاردسون)           | هوليوكس         | بريندان برادي (مع سانت هاي) |

## الروابط الخارجية
- ايميت جيه سكانلان في قاعدة بيانات الأفلام على الإنترنت